# Heston Brake
Heston Brake (auch Heston Brake Long Barrow oder Tumulus) ist eine Megalithanlage bei Chepstow in Monmouthshire in Wales. Sie liegt etwa 100 Meter westlich der Leechpool Lane auf einem Hügel über der Severnmündung, etwa 0,6 km nordöstlich von Portskewett und lässt sich vom Typ her nicht in die britische Typologie einordnen.
Mehrere stark abgewitterte Orthostaten bilden den Rest einer West-Ost orientierten Kammer, die einschließlich des Ganges etwa 8,0 m lang und 2,0 m breit ist. Die neun in situ erhaltenen Tragsteine (mindestens 4 fehlen) sind aus Puddingstein, alle (sechs oder sieben) Decksteine fehlen. Der zugehörige Langhügel ist mindestens 21,0 m lang. Der Zugang zum Dolmen wird durch zwei mächtige Portalsteine definiert. Die Achse des Ganges liegt versetzt zu der der Kammer. Dies könnte darauf hindeuten, dass es sich um eine Zwei-Perioden-Struktur handelt. Eine kleinere Grabung wurde 1888 durchgeführt.